# Cygnus NG-16
Cygnus NG-16 (lat. „labuť“) byl let americké nákladní kosmické lodi řady Cygnus (Enhanced). Společnost Northrop Grumman loď vyrobila a vypustila podle smlouvy s agenturou NASA v rámci programu Commercial Resupply Services, jehož účelem je zásobování Mezinárodní vesmírné stanice (ISS). Loď odstartovala do vesmíru 10. srpna 2021, na ISS dovezla přes 3 700 kg nákladu a zanikla 15. prosince 2021.

## Loď Cygnus

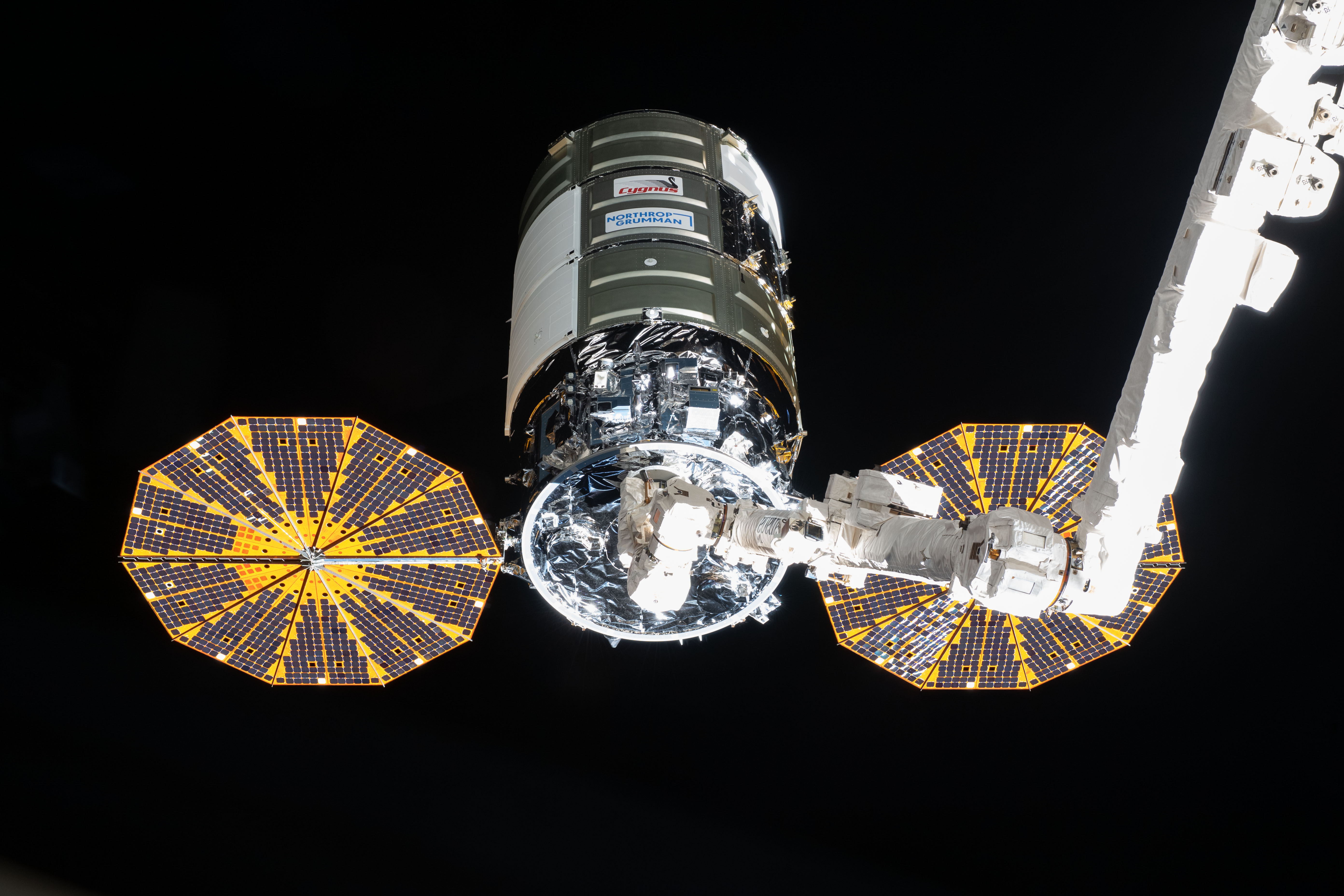
Cygnus NG-16 po zachycení.

Pro lety s nákladem k ISS jsou od roku 2015 využívány lodi Cygnus s označením Enhanced (vylepšené). Jejich délka dosahuje 6,39 metru a vnější průměr 3,07 metru. Hermetizovaný modul o objemu 27 m3 pojme až 3 700 kg nákladu.
Na spodku lodi (ve směru letu při startu) jsou umístěny dva solární panely vyrobené technologií Ultraflex, které se po startu rozevřou jako vějíř.
Na horní části je umístěn kotvicí mechanismus CBM (Common Berthing Mechanism) pro hermetické připojení k stanici a umožnění přístupu její posádky do vnitřku lodi. Lodi Cygnus se k ISS nepřipojují automaticky jako lodi Progress, Dragon 2 a dříve také ATV, ale pomocí robotické ruky Canadarm2. Cygnus se ke stanici přiblíží na zhruba 10 metrů, posádka ho zevnitř stanice pomocí robotické ruky zachytí, domanévruje ke spojovacímu portu a připojí.

## Náklad
Loď přiletěla k ISS s nákladem o celkové hmotnosti 3 723 kg včetně obalů, který obsahoval:
- zásoby pro posádku (1 396 kg),
- materiály a vybavení pro medicínské, fyzikální a další vědecké experimenty (1 064 kg),
- vybavení pro výstup do volného prostoru (15 kg),
- provozní zařízení stanice (1 037 kg),
- počítačové vybavení (44 kg).

Celkem 48 kg nákladu pak bylo umístěno mimo hermetizovanou sekci lodi.
Pokud jde o vědecký program, přivezl šestnáctý Cygnus na stanici experimentální infračervený senzor pro sledování raket, který bude během mise otestován, stehně jako technologie odstraňování přebytečného oxidu uhličitého z kosmické lodi. V podmínkách mikrogravitace bude také vyzkoušen 3D tisk z materiálu simulujícího regolit, neboli sypkou horninu a zeminu na povrchu planetárních těles, například Měsíce – možnost použít regolit pro stavbu obydlí a dalších struktur na měsíčním povrchu by snížila množství materiálu, které bude nutné dovézt ze Země.

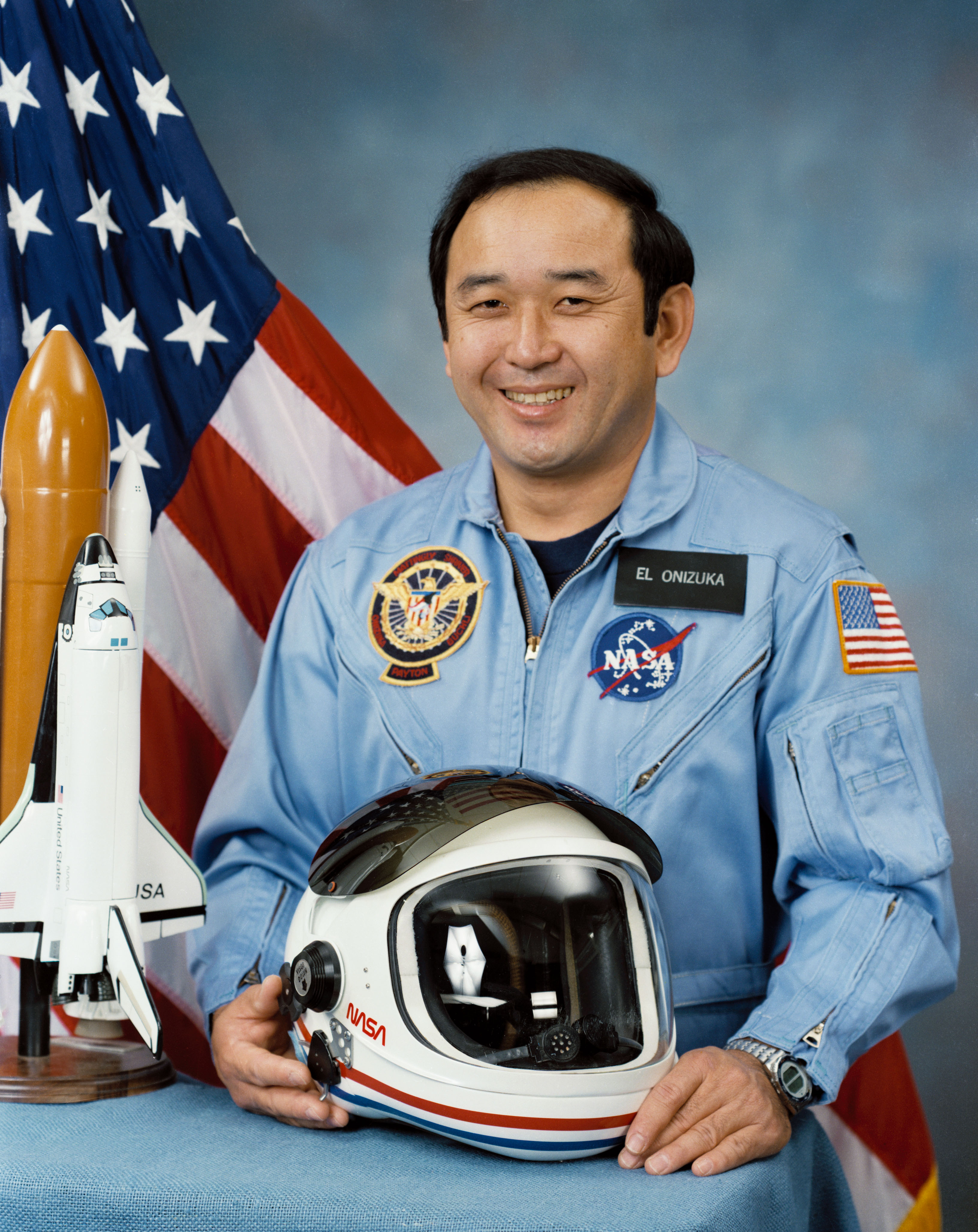
Ellison Onizuka

## Čestné pojmenování – Ellison Onizuka
U letů lodí Cygnus je zvykem pojmenovat je před startem jménem některé z osobností, které v minulosti významně přispěly k rozvoji kosmonautiky. Pro let NG-16 byl vybrán Ellison Onizuka, první asijsko-americký astronaut. Po úspěšném letu STS 51-C v lednu 1985 se mu stal o rok později osudným let STS 51-L, při němž došlo krátce po startu k zániku raketoplánu Challenger a úmrtí všech členů posádky.

## Průběh mise
Let šestnácté lodi Cygnus začal startem 10. srpna 2021 ve 22:01:05 UTC z kosmodromu MARS (Středoatlantský regionální kosmodrom) Robotickou ruku Canadarm2 při zachycení lodi 12. srpna v 10:07 UTC obsluhovala astronautka Megan McArthurová, ze Země řízené připojení ke spodnímu portu modulu Unity pak nastalo v 13:42 UTC.
Cygnus 16 zůstal u ISS bez zhruba hodiny přesně 100 dní. Po naplnění asi 3 400 kilogramy odpadu a odletu 20. listopadu 2021 (odpojení od stanice pomocí robotické ruky Canadarm2 ve 13:40 UTC a uvolnění z jejího adaptéru v 16:01 UTC) ovšem nezamířil k Zemi, jak bylo zvykem u předchozích misí, ale naopak začal zvyšovat oběžnou dráhu až 500 km nad Zemí. Tam pomocí zařízení Slingshot Launch System, poprvé testovaného při letu NG-10, vypustila dva cubesaty, které by měly na oběžné dráze vydržet až dva roky.
Ani tím však program letu neskončil, protože na úplný závěr byl naplánován experiment KREPE za účelem zlepšení ochrany kosmických lodí vstupujících do zemské atmosféry. Před tím, než 15. prosince 2021 mezi 06:30 a 09:45 vstoupila do atmosféry a zanikla, uvolnily se z ní tři kapsle vybavené tepelnými štíty z různých materiálů. Ty úspěšně zaznamenaly a odeslaly data o svém průletu atmosférou určená ke kalibraci výpočetních modelů pro tepelné štíty budoucích kosmických lodí.